# Vazha Margvelashvili
Vazha Margvelashvili, né le 3 octobre 1993, est un judoka géorgien en activité évoluant dans la catégorie des moins de 66 kg (poids mi-légers). Il a remporté la médaille d'or des championnats d'Europe 2016 et 2024 dans sa catégorie.

## Palmarès

### Palmarès international
| Année | Compétition           | Lieu      | Résultat | Catégorie      |
| ----- | --------------------- | --------- | -------- | -------------- |
| 2016  | Championnats d'Europe | Kazan     | 1er      | Moins de 66 kg |
| 2017  | Championnats du monde | Budapest  | 3e       | Moins de 66 kg |
| 2019  | Jeux européens        | Minsk     | 3e       | Moins de 66 kg |
| 2021  | Championnats d'Europe | Lisbonne  | 2e       | Moins de 66 kg |
| 2021  | Jeux olympiques       | Tokyo     | 2e       | Moins de 66 kg |
| 2024  | Championnats d'Europe | Zagreb    | 1er      | Moins de 66 kg |
| 2024  | Championnats du monde | Abou Dabi | 3e       | Moins de 66 kg |

### Masters mondial
| Année | Compétition     | Lieu              | Résultat | Catégorie      |
| ----- | --------------- | ----------------- | -------- | -------------- |
| 2017  | Masters mondial | Saint-Pétersbourg | 3e       | Moins de 66 kg |
| 2018  | Masters mondial | Guangzhou         | 3e       | Moins de 66 kg |
| 2019  | Masters mondial | Qingdao           | 3e       | Moins de 66 kg |
| 2021  | Masters mondial | Doha              | 3e       | Moins de 66 kg |